# Bryan Carrasco
Bryan Carrasco (Santiago, 31. siječnja 1991.), čileanski nogometni reprezentativac i igrač Palestina.

## Klupska karijera

### Početci
Nogomet je počeo igrati kao desetogodišnjak u podmlatku nogometnog kluba Audax Italiano, 2001. godine. Može igrati na poziciji desnog beka i desnog krila. 

### Dinamo Zagreb
U zagrebački Dinamo došao je na posudbu iz čileanskoga kluba Audax Italiano, do kraja sezone 2012./13. Za Dinamo je u 1. HNL debitirao, u 8. kolu sezone 2012./13., u utakmici protiv NK Osijeka, 14. rujna 2012. godine.

## Reprezentativna karijera
Za čileansku nogometnu do 23 reprezentaciju odigrao je 8 utakmica i postigao 3 pogotka. Za čileansku seniorsku nogometnu reprezentaciju debitirao je 2012. godine.